# Alcantarilla
Alcantarilla är en ort och kommun i Spanien. Den ligger i den autonoma regionen Murcia i södra delen av landet, 300 km sydost om huvudstaden Madrid. Antalet invånare är 43 547 (2024). Arean är 16,24 kvadratkilometer.